# 宛平県
宛平県（えんへい-けん）は中華人民共和国北京市にかつて存在した県。現在の北京市南西部に相当する。

## 歴史
781年（建中2年）、唐朝により設置された幽都県を前身とする。薊県と同城同治とされ現在の大興区に位置していた。1012年（開泰元年）、遼朝により宛平県と改称された。
金朝になると大興府、元代には大都府、明・清代には順天府の府治とされた。
1913年（民国2年）、県治が盧溝橋に移転、翌年再び市内に戻されたが、1926年（民国15年）に再び盧溝橋に移転している。1952年に廃止とされ、管轄区域は豊台区、海淀区、石景山区に移管されている。
| 前の行政区画 | 北京市の歴史的地名 1952年 - 1958年 | 次の行政区画 豊台区 |